# Vladímir Maiakovski

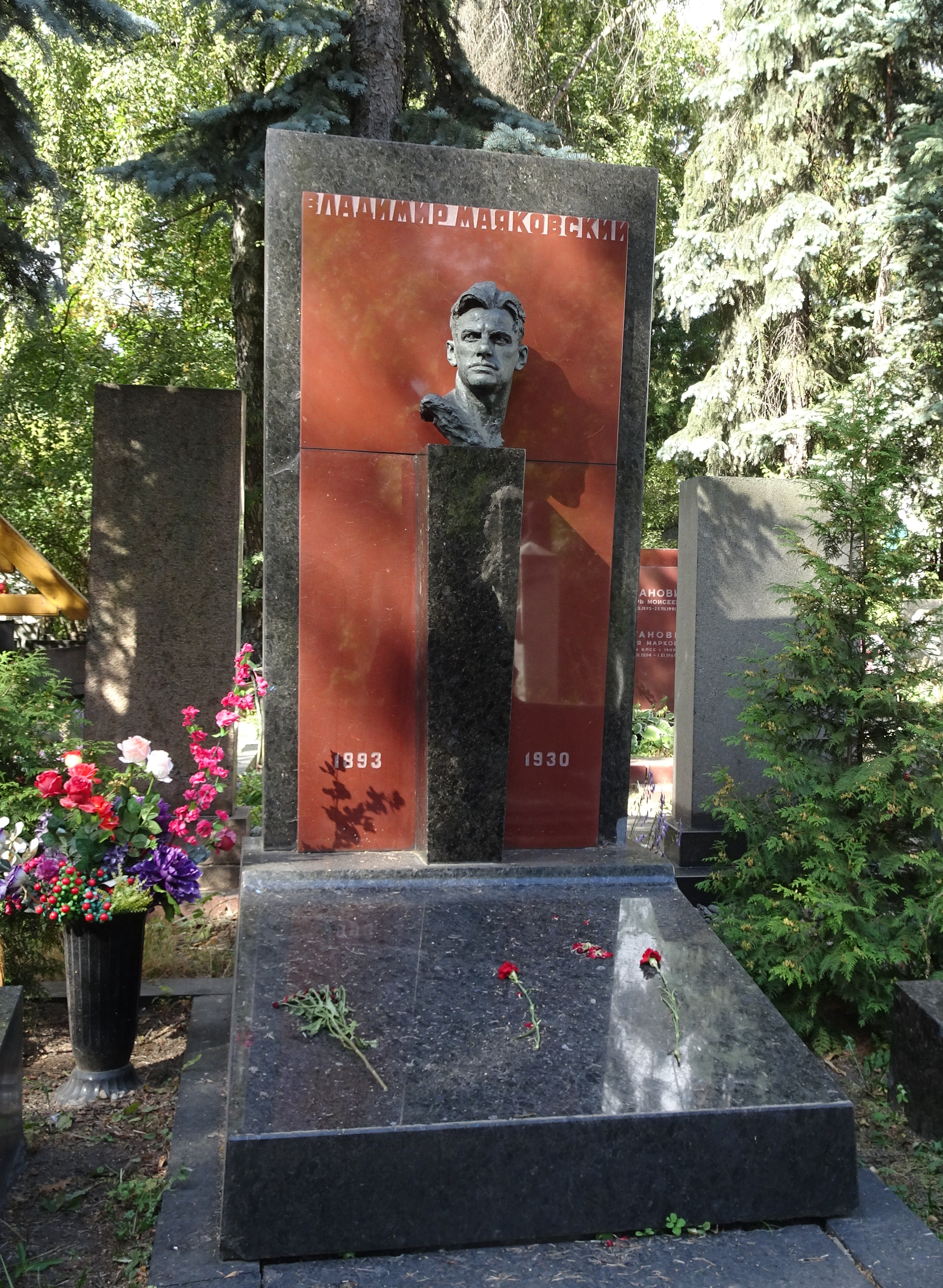
Sepulcre del poeta al cementiri de Novodevichy (Moscou, setembre de 2019)

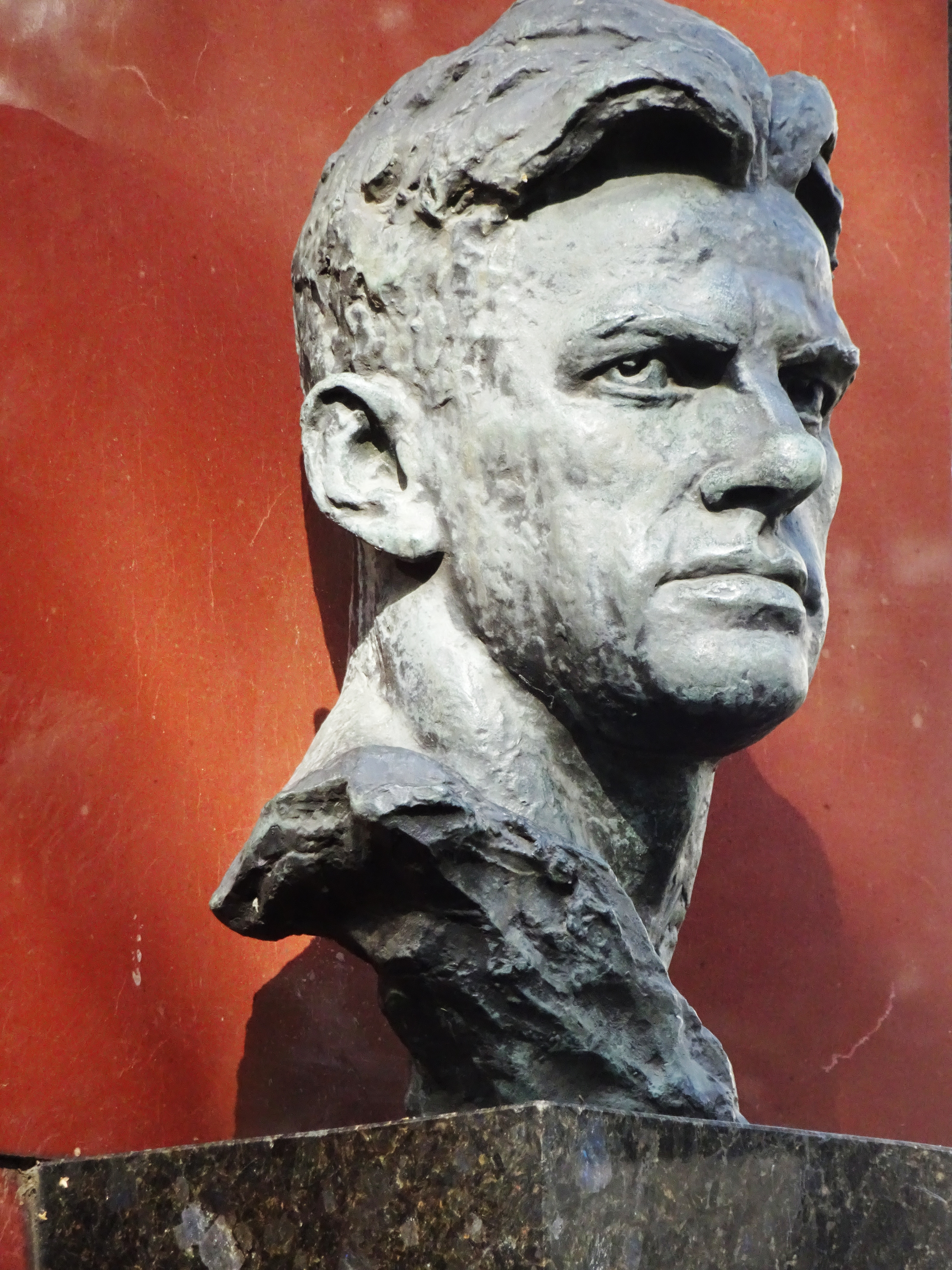
Estàtua sobre la tomba de Maiakovski (Moscou, setembre de 2019)

Vladímir Maiakovski (rus: Владимир Маяковский)  (Baghdati, 19 de juliol de 1893 - Moscou, 14 d'abril de 1930), nom complet amb patronímic Vladímir Vladímirovitx Maiakovski, rus: Влади́мир Влади́мирович Маяко́вский, fou un poeta rus. Portà el futurisme al seu país, amb poemes agosarats en el camp expressiu i compromesos en el polític, com 150.000.000 (1920) o Octubre (1927). Fou membre del Partit Obrer Socialdemòcrata Rus, i també defensor de la Revolució Russa de 1917. Es va encarregar de fer propaganda bolxevic per tot el món. Es va suïcidar el 14 d'abril del 1930, d'un tret al cor.

## Biografia

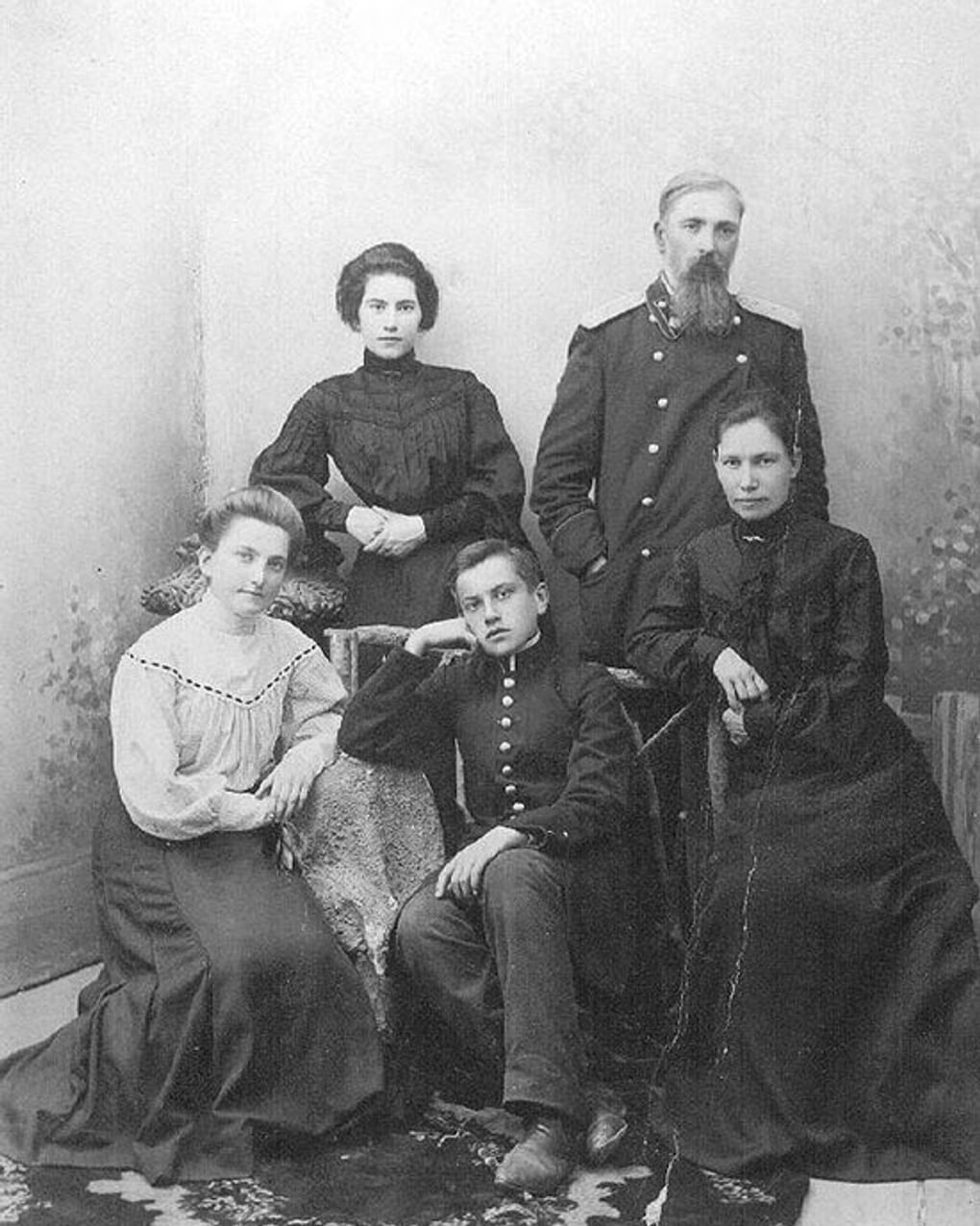
Família Maiakovski.

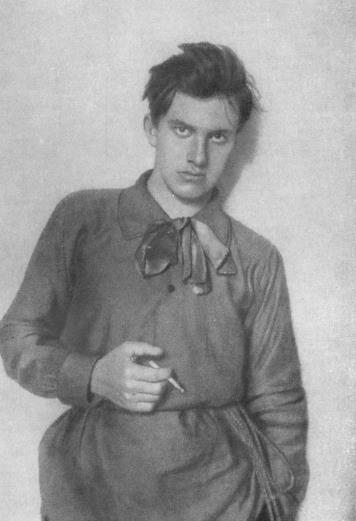
Retrat de Vladimir Maiakovski als 17 anys el 1910.

Poeta, dramaturg, actor, teòric, pintor, editor, cartellista i guionista, Maiakovski va néixer a Bagdati (Geòrgia) el 1893 (entre 1940 i 1990 anomenat Maiakovski en honor seu). Procedent d'una família modesta, era fill d'un inspector forestal. Després de la mort del seu pare, el 1906, es traslladà a Moscou, on va estudiar pintura: el 1911 va ingressar a l'Escola de Pintura, Escultura i Arquitectura de Moscou.
Maiakovski es va unir al partit socialdemòcrata (bolxevic) als 15 anys i va participar en les manifestacions revolucionàries del 1905. Detingut tres vegades per conspiració, va aprendre poesia mentre estava empresonat a Boutyrskaïa el 1909.
Va començar la seva carrera literària als 19 anys amb una provocadora tragèdia titulada Vladimir Mayakovsky, escenificada al Luna Park de Sant Petersburg el 1913. Li xiularen aclaparadorament.

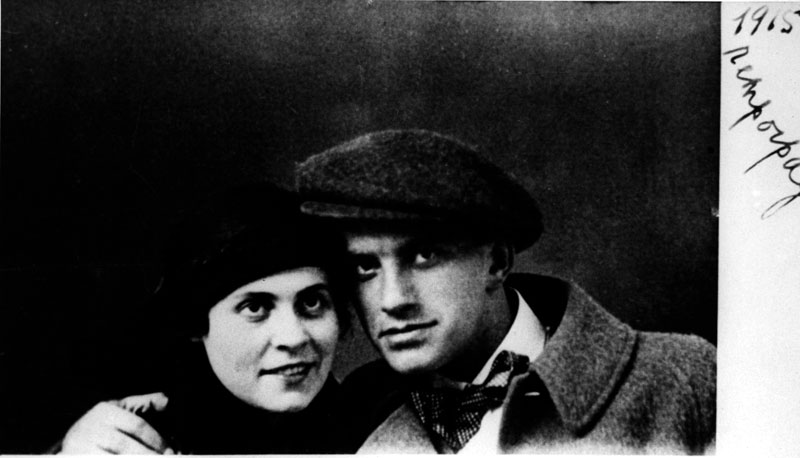
Vladimir Maiakovski i Lili Brik.

Ràpidament es va convertir en un dels líders del moviment futurista després de la seva trobada amb el poeta i pintor David Burliuk a qui va conèixer el 1911 i que el va ajudar. Va fundar amb Burliuk l'associació Cua de ruc que va reunir diversos poetes que pretenien ser futuristes, inclosos Velimir Khlébnikov, Vassili Kamensky i Aleksei Krutxónikh. El primer manifest del moviment, Una bufetada de gust public, es va publicar el 1912.
Mentre explotava aquesta nova poesia, va revolucionar els seus codis a La flauta a la columna vertebral (també coneguda amb el nom de La flauta dels vertebrats, 1915) o al seu Núvol en pantalons (1915), un veritable manifest del futurisme, que és el fruit de la seva problemàtica relació amb Lília Brik, que va conèixer el 1915 mentre tenia una relació amb la seva germana petita Elsa Triolet.

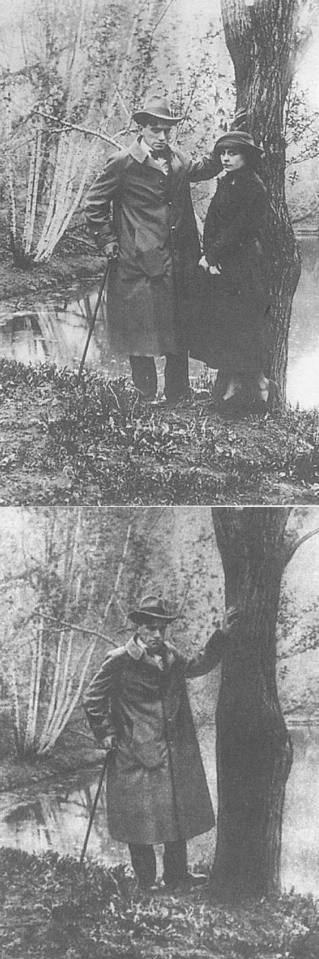
Maiakovski i Lília Brik el 1918 revisats per la censura als anys seixanta.

Li escriurà i li dedicarà la seva vida amb els seus poemes més bells. Lília ja està casada amb Óssip Brik, que es converteix en l'amic i editor del poeta. S'estableix una relació a tres bandes. Amb Serge Tretiakov, va fundar el diari LEF (1923-1925) que influirà en tota una generació d'escriptors.

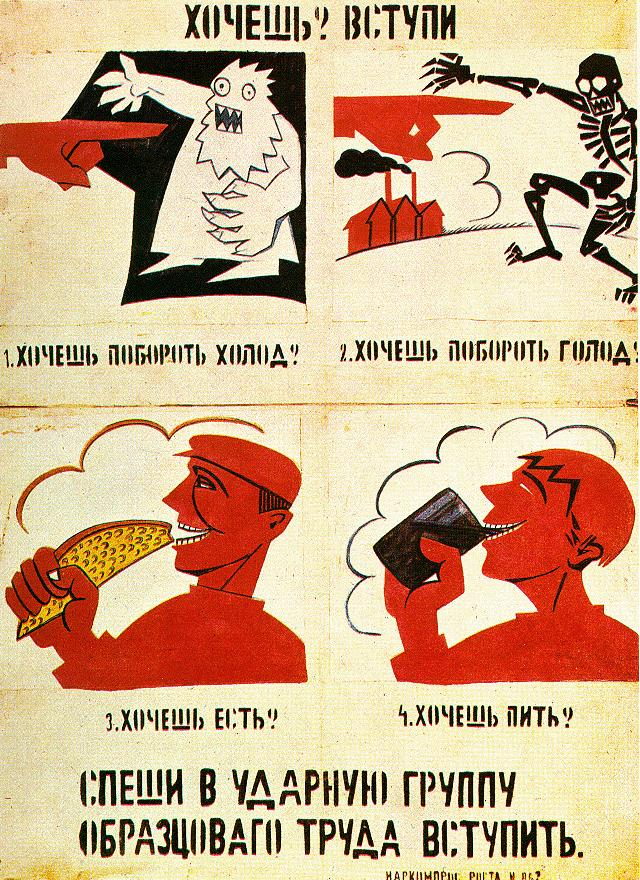
Pòster agitprop de Maiakovski, titulat: "Ho vols? Afilia't"
"1. Vols vèncer el fred?
2. Vols vèncer la fam?
3. Vols menjar?
4. Vols beure?
Afanya't a unir-te a les brigades de xoc de tasca exemplar!"

De tornada a Moscou i després de la Revolució d'Octubre de 1917, a la que al principi donaria la benvinguda, Maiakovski va utilitzar el seu talent al servei del poder polític, sobretot al poema "Lenin”(1924-1925). El desembre de 1918 participa amb Óssip Brik en discussions amb l'escola del partit del Partit Comunista Rus (RKP (b)) del districte de Viborg per tal de constituir una organització futurista afiliada al partit. Batejada Komfut, l'organització es va crear oficialment el gener de 1919 però es va dissoldre ràpidament després de la intervenció d'Anatoli Lunatxarski.
Usà diversos procediments per captivar les multituds: des de l'aplicació del llenguatge col·loquial -ocasionalment prosaic- fins al més refinat estil èpic.
Maiakovski es va sentir molt atret pel cinema. Va escriure guions cinematogràfics, i també va actuar i dirigir una pel·lícula el 1918, La senyoreta i el trinxeraire.
També va escriure dues obres satíriques, L'error (1928) i Els banys públics (1929), on va "rentar" els buròcrates. El seu Misteri buf (1918, 1921) és una obra que tracta la Revolució d'una manera èpica: Misteri, això és el que la revolució té de gran. Menjar, el que té de divertit. Una vegada més topa amb el conformisme de la crítica i del partit.
Alguns dels seus poemes, com l'Oda a la revolució (1918), foren tan famosos com els seus ardorosos versos d'amor, entre els quals hi ha Amo (1922).
En el període dels anys vint, Maiakovski s'ocupà decididament a fer campanya internacional per la revolució: travessà Europa sencera i intervingué en trobades i col·loquis. Durant aquesta època, creà elements pràctics de propaganda, com ara cartells i guions per a pel·lícules, i recità els seus poemes a la Rússia bolxevic.

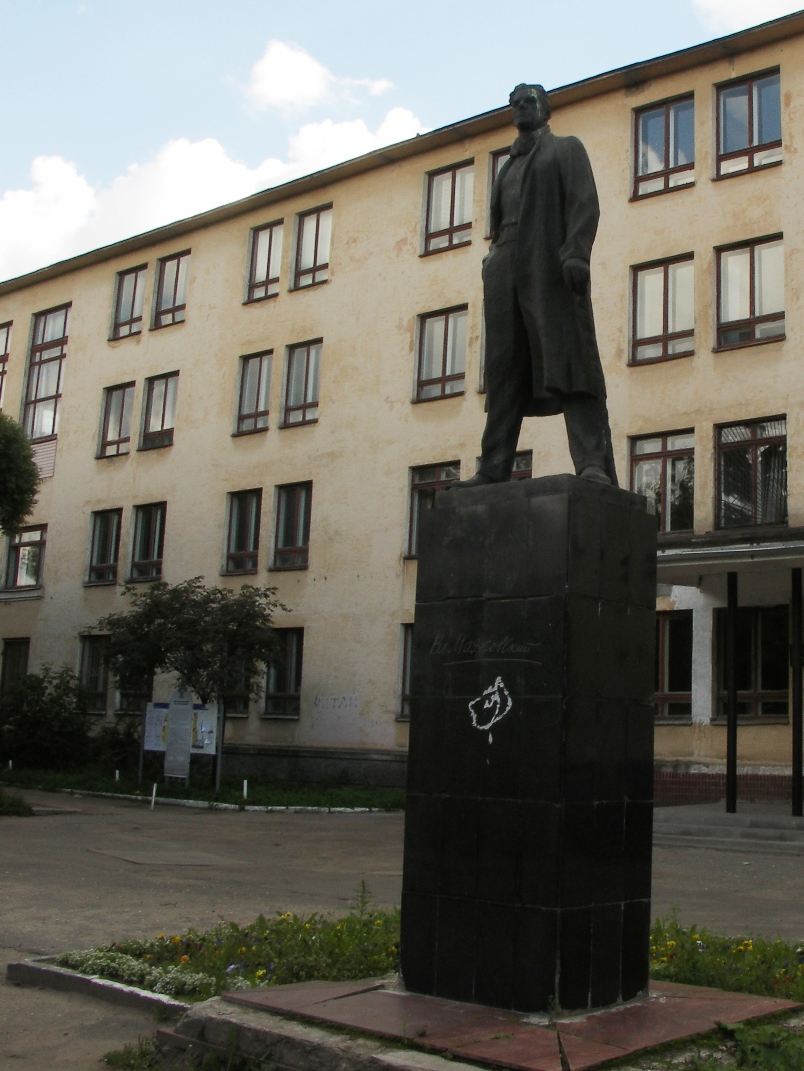
Estàtua de Maiakovski a Vólogda

Va recórrer Europa com a ambaixador i va visitar Berlín i París. Del 1923 al 1925 va assumir el capdavant de la revisió LEF a l'avantguarda del futurisme (комфут). Arreu escoltem aquest gegant amb la veu d'un estentor que celebra la revolució de la qual és el poeta. Es va posar al servei de l'Agència de Telegrafia Russa (ROSTA) i va dissenyar les imatges i els textos per als pòsters satírics d'Agitprop. Després d'una sèrie de ruptures i reconciliacions, es va separar definitivament de Lília el 1924.
Va marxar a fer una gira de conferències a Nova York (1925) i allà va conèixer a Elly Jones, una jove emigrant russa. D'aquesta breu passió de tres mesos va néixer una filla, Patricia Jones Thompson. No la tornaria a veure fins al 1929.
Lília difícilment ho va poder suportar i les relacions amb Brik es van deteriorar, més tumultuoses que mai després del seu retorn a Moscou sota el foc dels telegrames.
Té una breu relació amb Tatiana Iacovleva, neboda d'Alexandre Iacovleff, i li va dedicar un poema que Lili intenta eclipsar.
Mentre la fam creix, el crit torturat del Tretzè apòstol, més desesperat que mai, ressona: Fora el teu amor, el teu art, la teva societat, la teva religió!
El 14 d'abril de 1930 a un quart d'onze del matí, el poeta assetjat, que desafiant també jugava a la ruleta russa, es dispara al cor. L'últim acte de la vida de Maiakovski va tenir lloc a Moscou, al número 3 de la Loubianskyi Prospekt, apartament 12. La tesi del suïcidi sembla òbvia. El poeta que va exhortar els joves a viure fins a la terrible mort d'Essenin també va tornar a les estrelles.
Va escriure el seu propi epitafi dos dies abans de la seva mort: "La barca de l'amor ha trencat contra la vida (actual). Com diuen, l'incident està tancat. Amb tu, deixem de fumar. No culpis a ningú de la meva mort. El difunt odia les xafarderies. A l'infern amb el dolor, l'angoixa i els errors mutus!... Sigues feliç!"

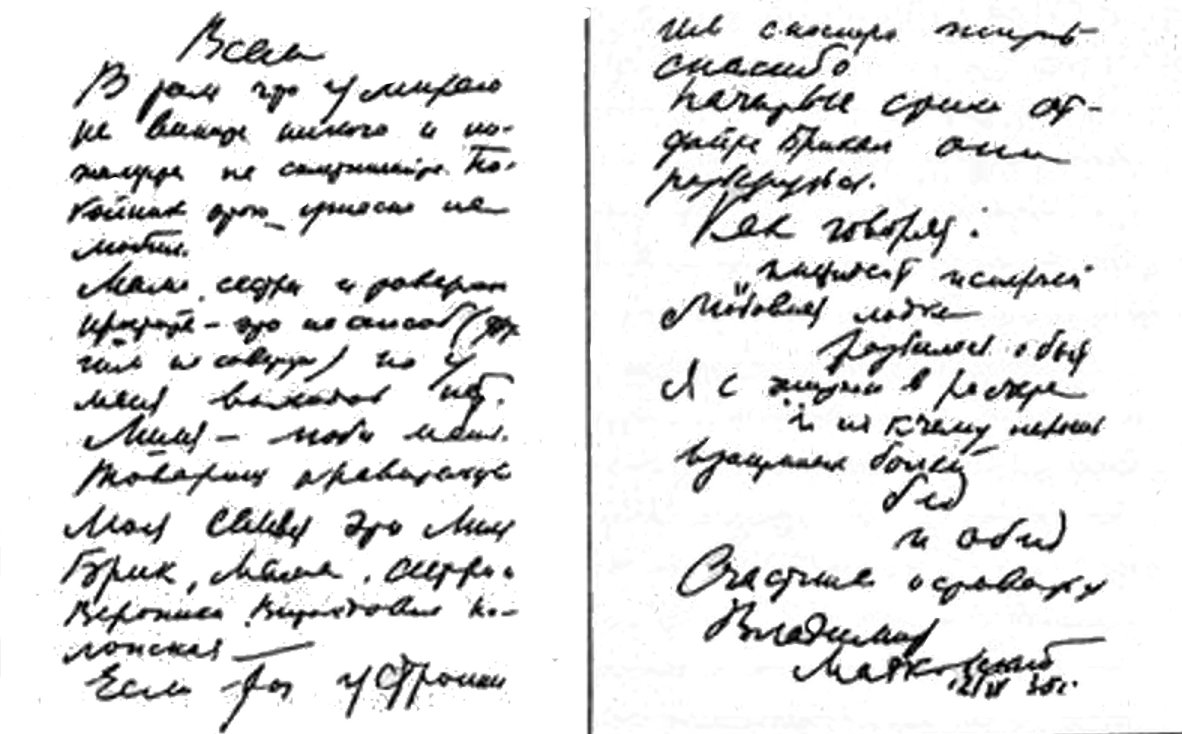
Última carta de Maiakovski:
La canoa de l'amor
Va trencar la vida quotidiana.
Estic abandonat amb la vida.
No cal revisar-ho
El dolor,
Ai,
I equivocacions mútues.
Sigues feliç.
(Vladimir Maiakovski, Carta a Lilia Brik

També es va trobar aquest text pòstum: "La mare, les germanes, les amigues perdoneu-me; no és la manera (no ho recomano a ningú), però no n'hi ha cap altra de possible. Lilia, estima'm!”
Stalin ordena un funeral d'estat per al que més tard descriu com a "poeta de la Revolució". L'urna amb les seves cendres està enterrada al cementiri de Novodevichiy. Trotski va criticar immediatament la versió oficial segons la qual el suïcidi de Maiakovski "no tenia cap relació amb les activitats socials i literàries del poeta".
Després de la seva mort, serà al seu torn desprestigiat, oblidat i rehabilitat per Stalin per la insistència dels Brik - "El van matar per segona vegada" dirà Borís Pasternak, tornat a la llista negra i, finalment, redescobert sobre les revolucions.

## Obra
La seva obra poètica, tot i associada a la Revolució russa, supera amb escreix l'estigma de la poètica revolucionària que alguns crítics li assignaren per aquesta relació emotiva, i per la recerca d'una manera nova de fer poesia, plena d'impressions i emocions sensuals.
En l'obra teatral La xinxa (1929), ridiculizà la falsedat de la burgesia de l'època. El seu llegat idealista, el trobem en la gran obra èpica que no conclogué: Parlant a crits (1930).
El compositor de música Gueorgui Svirídov (1915-1998) li va posar música a alguns poemes seus, en la Cantata primaveral.
Maiakovski se suïcidà d'un tret al cap el 14 d'abril del 1930. Està enterrat al cementiri de Novodévitxi de Moscou.

## Futurisme i constructivisme
Vladimir Maiakovski va ser el primer poeta rus que va utilitzar el terme "futurista" el 24 de febrer de 1913 amb motiu d'un debat sobre l'art contemporani, encara que el neologisme eslau de Boudetlianine (home del futur), introduït pel poeta Velimir Khlébnikov, tingués més èxit.
| « | El futurisme no és una escola és una actitud nova | » |

 va escriure David Bourliouk, l'artista ucraïnès que, el 1911, va ser un dels fundadors del cercle Guileïa, que oficialment inspirat rus futurisme; un experiment que va continuar, amb resultats alterns, fins al 1930, any de la mort de Maiakovski i la fi de l'impuls innovador.
A partir del 1921, Lenin, conservador en les seves opcions artístiques, es va oposar formalment a Anatoli Lunatxarski, que al contrari va afavorir l'aparició de nous corrents i, en particular, la difusió del poema 150.000.000 de Maiakovski. En una carta adreçada a Mikhaïl Pokrovski Lenin l'insta a combatre el futurisme.
| « | Els futuristes russos es feien dir "boudetlianins", gent del futur, i advocaven per la destrucció de l'art antic "menjat per les arnes". Els futuristes russos consideraven que l'home era una part de la terra i de la natura | » |

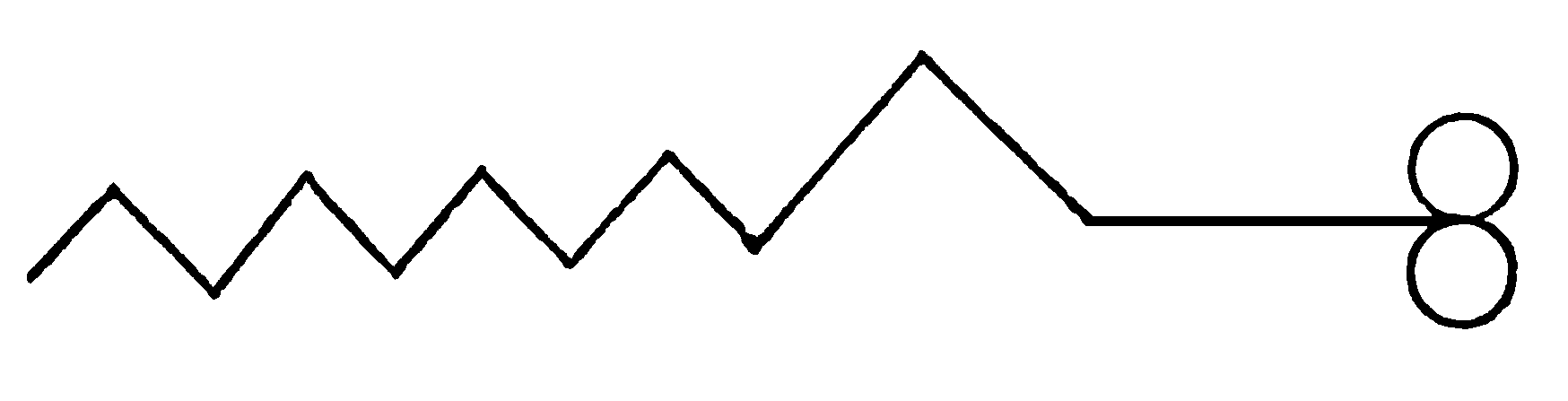
Как делать стихи (Com escriure poesia).

En el camp de les arts aplicades, el constructivisme va revolucionar els principis decoratius amb una estètica del "funcional" que tendeix a simplificar les formes fins a l'extrem.
A partir del 1923, Alexandre Rodtchenko va col·laborar en el disseny de diverses editorials. Va produir un retrat de Mayakovsky, així com les portades de la revista LEF, fins al 1925 i, més tard, les de Novy LEF (1927-1928). Va començar la seva col·laboració amb el poeta, per a qui va il·lustrar amb els seus primers fotomuntatges la seva col·lecció Pro Eto (1923), una de les seves obres més famoses.

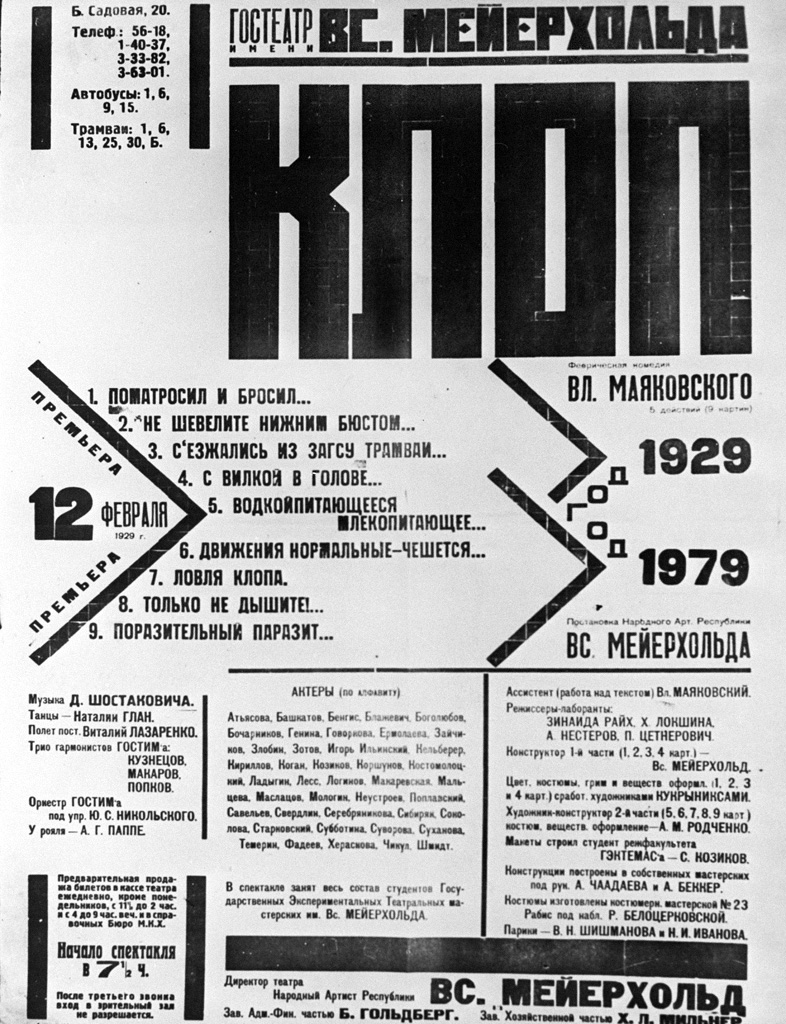
Reproducció del primer pòster de l'obra La Punaise produïda pel col·lectiu Koukryniksy i Aleksandr Ródtxenko. L'obra es va representar al teatre Meyerhold el 1929 amb decorats i vestits d'aquests mateixos artistes i amb música composta per Dmitri Xostakóvitx.

El mateix any, El Lissitzky va participar en la producció del poemari de Maiakovski titulat Dlja golosa (Per la veu). Incorpora il·lustracions de gràfics i pestanyes sorprenents per facilitar la cerca de poemes i la lectura en veu alta com desitgi el poeta.
Es tracta de fer de l'art una part de la vida i establir les bases d'una nova cultura de l'expressió visual a tot arreu.
També podem citar Dziga Vertov, el compromís futurista del qual va precedir el seu treball a la càmera: "De seguida em va agradar Mayakovsky, sense dubtar-ho”.
La figura de Maiakovski continua sent emblemàtica de les avantguardes russes i del moviment de renovació artística que va acompanyar la revolució d'octubre.

## Llegat
Després de la mort de Mayakovsky, la direcció de l'Associació d'Escriptors Proletaris es va encarregar de cancel·lar les publicacions de l'obra del poeta i el seu propi nom va deixar de ser esmentat a la premsa soviètica. En la seva carta de 1935 a Joseph Stalin, Lilya Brik va desafiar als seus oponents, demanant personalment ajuda al líder soviètic. La resolució de Stalin inscrita en aquest missatge, deia:
Camarada Yezhov, faci's càrrec de la carta de Brik. Mayakovsky és el millor i més talentós poeta de la nostra època soviètica. La indiferència cap a la seva herència cultural equival a un crim. Les queixes de Brik estan, al meu entendre, justificades...
L'efecte d'aquesta carta va ser sorprenent. Mayakovsky va anar immediatament aclamat com un clàssic soviètic, demostrant ser l'únic membre de l'avantguarda artística de principis del segle XX que va entrar en el corrent principal soviètic. La seva ciutat natal, Baghdati (Geòrgia), va ser rebatejada com Mayakovsky en honor seu. En 1937 es va inaugurar a Moscou el Museu Mayakovsky (i la biblioteca). La Plaça del Triomf de Moscou es va convertir en la Plaça Mayakovsky. En 1938 es va obrir al públic l'estació del metro de Moscou Mayakovskaya. Nikolay Aseyev va rebre un Premi Estatal Stalin en 1941 pel seu poema "Mayakovsky comença aquí", que el celebrava com a poeta de la revolució. En 1974 es va inaugurar el Museu Estatal Rus de Mayakovsky en el centre de Moscou, en l'edifici on Mayakovsky va residir de 1919 a 1930.
En conseqüència, per als lectors soviètics, Mayakovsky es va convertir simplement en "el poeta de la Revolució". El seu llegat ha estat censurat, les peces més íntimes o controvertides ignorades, els versos trets de context i convertits en eslògans (com l'omnipresent "Lenin va viure, Lenin viu, Lenin viurà per sempre"). El major rebel de la seva generació va ser convertit en un símbol de l'Estat repressiu. La canonització sancionada per Stalin li ha ofert a Mayakovsky, segons Boris Pasternak, la segona mort, ja que les autoritats comunistes "van començar a imposar-ho per la força, com Catalina la Gran als papes." Al final de la dècada de 1950 i principis de la de 1960, la popularitat de Mayakovsky a la Unió Soviètica va començar a augmentar de nou, amb la nova generació d'escriptors reconeixent-ho com un proveïdor de la llibertat artística i l'experimentació audaç. "El rostre de Mayakovsky està gravat en l'altar del segle", va escriure Pasternak en aquella època. Els joves poetes, atrets per l'art d'avantguarda i l'activisme que sovint xocaven amb el dogma comunista, triaven l'estàtua de Mayakovsky a Moscou per a les seves lectures de poesia organitzades.
Entre els autors soviètics als quals va influir hi trobem Valentín Katáyev, Andréi Voznesenski (que va anomenar a Mayakovsky mestre i poeta favorit i li va dedicar un poema titulat Mayakovsky a París) i Yevgeny Yevtushenko. El 1967 el Teatre Taganka va posar en escena l'espectacle poètic Escolta aquí! (Послушайте!!), basat en les obres de Mayakovsky amb el protagonisme de Vladimir Vysotsky, també molt inspirat en la poesia de Mayakovsky.
Mayakovsky va arribar a ser conegut i estudiat fora de l'URSS. Poetes com Nâzım Hikmet, Louis Aragon i Pablo Neruda van reconèixer haver estat influenciats per la seva obra. Va ser el futurista més influent a Lituània i la seva poesia va ajudar a formar el moviment Keturi vėjai (Quatre Vents) d'aquest país. Mayakovsky va ser una important influència per al poeta estatunidenc Frank O'Hara. El poema d'O'Hara "Mayakovsky"(1957) conté moltes referències a la vida i l'obra de Mayakovsky, a més de "Un veritable relat de parlar amb el sol en Fire Island" (1958), una variació de "Una extraordinària aventura que li va ocórrer a Vladimir Mayakovsky un estiu en una dacha" (1920). En 1986 el cantant i compositor anglès Billy Bragg va gravar l'àlbum Talking with the Taxman about Poetry, dit així pel poema homònim de Mayakovsky. En 2007, el bio-drama teatral de Craig Volk Mayakovsky Takes the Stage (basat en el seu guió At the Top of My Voice) va guanyar el PEN-USA Literary Award al millor drama teatral.
En els últims anys de la Unió Soviètica existia una forta tendència a considerar l'obra de Mayakovsky com a antiquada i insignificant; fins i tot es demanava que es bandegessin els seus poemes dels llibres de text. No obstant això, a partir de les seves millors obres, la reputació de Mayakovsky va reviure i (per autors com Yuri Karabchiyevsky) s'ha intentat recrear una imatge objectiva de la seva vida i el seu llegat. Mayakovsky va ser acreditat com un reformador radical de la llengua poètica russa que va crear el seu propi sistema lingüístic carregat d'un nou tipus d'expressionisme, que en molts aspectes va influir en el desenvolupament de la poesia soviètica i mundial. El "toro furiós de la poesia russa", "el mag de la rima", "un individualista i un rebel contra el gust i les normes establertes", Mayakovsky és vist per molts a Rússia com una força revolucionària i un gegant rebel en la literatura russa del segle xx.[cita 
Bernd Alois Zimmermann va incloure la seva poesia en la seva Requiem für einen jungen Dichter (Rèquiem per a un jove poeta), acabada el 1969.
Existeix un monument a Mayakovsky al Kirguizstan, en un antic sanatori soviètic als afores de la capital, Bishkek.

### Obra traduïda al català
- Poemes, quatre volums, Barcelona: Laia, 1981-1983
- Teatre, Barcelona: Edicions 62, 1984-1989
- 4 poemes, Argentona: L'Aixernador, 1990